# Gammel Holte Kirke
Gammel Holte Kirke er en kirke, beliggende imellem København-forstæderne Gammel Holte og Trørød. Den blev indviet første søndag i advent i 1978.

## Historie
Kirken blev til efter en offentlig og åben arkitektkonkurrence, hvortil der kom 235 forslag. Den blev vundet af Halldor Gunnløgsson og Jørn Nielsen. Bygningsdesignet har fået en blandet modtagelse, med en del rosende omtale, mens det mere kritisk er blevet kaldt Det nye Barsebäck.

## Kirkebygningen og Interiør
Kirken er opført i rødbrune Helsingborg-teglsten, med sekskanten som grundelement for gulvfladen. Den er opført med beskedne mål, og et småt antal birum til kirkerummet. I det indre præges kirkerummet af et ovenfra indfaldene lys, mens den elektriske belysning følger kirkerummets vægge.
Alteret er udført af lyst træ og har ikke nogen alterskranke. Altertavlen er et glasmosaik med motivet: Den korsfæstede i natten, udformet af Sven Havsteen-Mikkelsen og Mogens Frese.
Orgelet, der har 17 stemmer, blev bygget af Frobenius Orgelbyggeri i 1978.
I kirkens forhal hænger et krucifiks af Robert Jacobsen.